# CloverWorks
CloverWorks Inc. (jap. 株式会社CloverWorks) ist ein japanisches Animefilmstudio. Bekannte Anime-Produktionen des Studios sind zum Beispiel Serien wie Darling in the Franxx und The Promised Neverland sowie Spielfilme wie Her Blue Sky.

## Geschichte
CloverWorks wurde am 1. Oktober 2018 als ein Tochterunternehmen von Aniplex gegründet, das wiederum Teil von Sony Music Entertainment Japan ist. Das Studio im Stadtteil Kōenji des Bezirks Suginami in Tokio war vormals das zweite Studio von A-1 Pictures, dessen Hauptstudio in Asagaya, ebenfalls Suginami, liegt. Bereits im April 2018 erfolgte die Umbenennung des Studios in Kōenji zu CloverWorks, bevor im Oktober des gleichen Jahres die Abspaltung von A-1 erfolgte. Aniplex stellte dafür ein Stammkapital von 100 Millionen Yen, umgerechnet etwa 877.940 US-Dollar. Die Umbenennung in CloverWorks und die folgende Abkopplung erfolgten zwecks einer besseren Trennung der Studios, die bereits vorher teils unterschiedliche Projekte verfolgten, nach außen. Auf diese Weise sollten beide Studios die Möglichkeit haben, eine eigene Markenidentität aufzubauen.
Die ersten Arbeiten der Marke erfolgten an Animeserien und umfassten die Sci-Fi-Serie Darling in the Franxx, Persona 5: The Animation sowie Slow Start und die zweite Staffel von Ace Attorney. Während Slow Start auf einem Manga und Persona 5: The Animation auf einem Videospiel basiert, ist Darling in the Franxx eine Eigenproduktion ohne Vorlage. Für den damaligen Vizepräsidenten Yuichi Fukushima lag auch in dieser Flexibilität des Studios dessen Stärke, um in Zukunft zu etablierten Studios wie Trigger aufschließen zu können. 2019 folgte neben der Arbeit am Franchise Fate/Grand Order die Veröffentlichung dreier Spielfilme. Rascal Does Not Dream of a Dreaming Girl und Saekano the Movie: Finale basieren dabei auf einer Light Novel beziehungsweise einem Manga und setzen eine Anime-Serie aus der eigenen Produktion fort, während Her Blue Sky ohne Vorlage produziert wurde. Letzterer wurde 2020 für den Japanese Academy Award als bester Animationsfilm nominiert.
CloverWorks ist eines der Gründungsstudios des Anime Studio Meeting, das erstmals 2020 stattfand und dem Anwerben in der Animebranche dient.

## Filmografie

### Spielfilme
- 2019: Rascal Does Not Dream of a Dreaming Girl
- 2019: Her Blue Sky
- 2019: Saekano the Movie: Finale

### Kurzfilme
- 2019: Fate/Grand Order -Absolute Demonic Front: Babylonia-

### Serien (Auswahl)
- 2018: Slow Start
- 2018: Darling in the Franxx
- 2018: Persona 5: The Animation
- 2018: Rascal Does Not Dream of Bunny Girl Senpai
- 2018: Dakaichi – I’m being harassed by the sexiest man of the year
- 2018: Ace Attorney (2. Staffel)
- 2018: Fairy Tail (3. Staffel)
- 2019: The Promised Neverland
- 2019: Fate/Grand Order -Absolute Demonic Front: Babylonia-
- 2020: The Millionaire Detective – Balance: Unlimited
- 2021: Hori-san to Miyamura-kun
- 2021: Wonder Egg Priority
- 2022: More Than a Doll
- 2022: Spy × Family
- 2022: Bocchi the Rock!
- 2025: I May Be a Guild Receptionist, but I’ll Solo Any Boss to Clock Out on Time